# Nocturnes (film)
Pour plus de détails, voir Fiche technique et Distribution.
Nocturnes est un film français réalisé par Henry Colomer et sorti en 2007.

## Fiche technique
- Titre : Nocturnes
- Réalisation : Henry Colomer
- Scénario : Henry Colomer
- Photographie : Jean-Jacques Bouhon
- Décors : Raymond Sarti
- Costumes : Caroline Tavernier
- Son : Xavier Griette
- Montage : Stéphane Foucault
- Musique : Jacopo Baboni Schilingi
- Production : Archipel 35 - INA
- Pays d'origine :  France
- Durée : 75 minutes
- Date de sortie : France - 25 avril 2007

## Distribution
- Sarah Grappin : la mère
- Miquel Garcia Borda : le père
- Quentin Testas : l'aîné
- Zacharie Olivet : le cadet
- Dominique Marcas : la marraine
- Brandon Gharnaout : l'ami